# José Rolando Torres
José Rolando Torres Mendonza (San Francisco Morazán, 21 dicembre 1982) è un ex calciatore salvadoregno, di ruolo difensore.

## Caratteristiche tecniche
È un terzino sinistro.

## Carriera

### Club
Comincia a giocare all'Atlético Morazán. Nel 2002 si trasferisce al Fuerte San Francisco. Nel gennaio 2005 viene acquistato dall'Águila. Nel 2008 si trasferisce all'Alianza. Nel 2009 passa al Municipal Limeño. Nel 2011 viene acquistato dall'Águila, in cui milita fino al 2015.

### Nazionale
Ha debuttato in Nazionale il 7 ottobre 2006, nell'amichevole Panama-El Salvador (1-0). Ha partecipato, con la Nazionale, alla Gold Cup 2007. Ha collezionato in totale, con la maglia della Nazionale, 14 presenze.